# Димитър Стоянов (офицер)
Вижте пояснителната страница за други личности с името Димитър Стоянов.
Димитър Стоянов Стоянов е български офицер, генерал-майор, участник в Балканската (1912 – 1913) и Междусъюзническата война (1913), помощник интендант в Главното управление на съединените армии през Първата световна война (1915 – 1918).

## Биография
Димитър Стоянов е роден на 11 април 1874 г. в София, Османска империя. През 1896 г. завършва в 17-и випуск на Военното на Негово Княжеско Височество училище и е произведен в чин подпоручик. През 1900 г. е произведен в чин поручик, а през 1904 г. в чин капитан. През 1906 г. като капитан от 26-и пехотен пернишки полк е командирован за обучение в Интендантските курсове в Санкт Петербург, Русия, които завършва през 1910 г. През 1912 г. е произведен в чин майор. Взема участие в Балканската (1912 – 1913) и Междусъюзническата война (1913).
През Първата световна война (1915 – 1918) майор Димитър Стоянов е помощник интендант в Главното управление на съединените армии, за която служба „за отличия и заслуги през втория период на войната“ съгласно заповед № 355 от 1921 г. е награден с Орден „Св. Александър“ IV степен с мечове отгоре. На 14 август 1916 г. е произведен в чин подполковник.
През 1919 г. е произведен в чин полковник, а на 6 май 1926 г. в чин генерал-майор. През 1933 г. съгласно заповед №10 по Министерството на войната е назначен за началник на административен отдел в Главното интендантство.
По време на военната си кариера служи в интендантството, 2-ри резервен полк и като домакин във Военното училище.

## Семейство
Генерал-майор Димитър Стоянов е женен и има 2 деца.

## Военни звания
- Подпоручик (1896)
- Поручик (1900)
- Капитан (1904)
- Майор (1912)
- Подполковник (14 август 1916)
- Полковник (1919)
- Генерал-майор (6 май 1926)

## Награди
- Орден „Св. Александър“ IV степен с мечове отгоре (1921)

## Образование
- Военно на Негово Княжеско Височество училище (до 1896)
- Интендантски курсове в Санкт Петербург, Русия (1906 – 1910)